# Liste des députés de la Communauté française de Belgique (1999-2004)
Le parlement de la Communauté française de Belgique élu en 1999 comptait 94 députés:
- 75 députés élus au suffrage universel direct
- 19 députés élus par les députés francophones du Parlement bruxellois en leur sein ().

Dix députés sont délégués au sénat comme sénateur de communauté ().
Les députés ayant prêté serment en allemand sont remplacés par leur suppléants respectifs.

## Bureau
- Françoise Schepmans (2001) remplace Jean-Marie Séverin (MR) (2000) remplace Willy Taminiaux (PS), président
- Freddy Deghilage (PS) (2000) remplace André Damseaux (MR), vice-président
- Bernadette Wynants (2003) remplace Philippe Henry (2000) Christos Doulkeridis (ECOLO), vice-président
- Philippe Charlier (PSC), vice-président (jusque 2000)
- Didier van Eyll (MR), secrétaire
- Jean-Marie Léonard (PS), secrétaire
- Marcel Neven (MR),secrétaire
- Sfia Bouarfa (PS),secrétaire
- Philippe Henry (ECOLO),secrétaire
- Alain Trussart (2003) remplace Bernadette Wynants (ECOLO) (2000)

## Partis représentés

### Parti socialiste(29)

#### PS (28)
1. Patrick Avril remplace Laurette Onkelinx (16.7.99)
2. André Bailly (2001) remplace Edmund Stoffels
3. Maurice Bayenet
4. Richard Biefnot
5. Maurice Bodson
6. Sfia Bouarfa
7. Isabelle  Emmery (2003) remplace Michèle Carthé
8. Robert Collignon (remplacé par Micheline Toussaint-Richardeau de 1999 au 5 avril 2000)
9. Frédéric Daerden remplace José Happart (ministre-16.7.99)
10. Mohamed Daïf
11. Freddy Deghilage
12. Marc de Saint Moulin remplace Willy Taminiaux (7.2.2001)
13. Nicole Docq remplace Bernard Anselme (31.1.01)
14. Didier Donfut
15. Paul Ficheroulle remplace Jean-Claude Van Cauwenberghe (ministre-12.7.99)
16. Michel Filleul remplace Christian Dupont (24.9.03)
17. Paul Furlan
18. Gil Gilles
19. Gustave Hofman
20. Jean-François Istasse
21. Jean-Marie Léonard
22. Robert Meureau
23. Michel Moock
24. Jean Namotte
25. Jean-Pierre Perdieu
26. Francis Poty
27. Pierre Wacquier (5.6.03) remplace Annick Saudoyer (12.3.01) remplace Christian Massy remplaçant Rudy Demotte (17.1.01 et ministre 16.7.99-4.4.00)
28. Léon Walry

#### PS, Non-inscrit (1)
1. André Navez

### PRL-FDF-MCC(30)
1. Claude Ancion
2. Françoise Bertieaux
3. Chantal Bertouille
4. Jean Bock
5. Pierre Boucher
6. Véronique Cornet
7. André Damseaux
8. Jean-Pierre Dardenne
9. Olivier de Clippele
10. Christine Defraigne remplace Michel Foret (ministre-16.7.99)
11. Amina Derbaki Sbaï
12. Philippe Fontaine
13. Claudy Huart remplace Jean-Pierre Dauby(†) (24.4.00)
14. Michel Joiret remplace Hervé Jamar (14.7.03) remplaçant Pierre Hazette (31.12.00)
15. Michel Huin
16. Gérard Mathieu
17. Richard Miller  (remplacé par Pierre Fortez (17.1.01-6.6.03) )
18. Isabelle Molenberg
19. Marcel Neven
20. Jacques Otlet remplace Serge Kubla (ministre-12.7.99)
21. Florine Pary-Mille
22. Caroline Persoons
23. François Roelants du Vivier (11.2000) remplace  Alain Zenner
24. Guy Saulmont
25. Françoise Schepmans (2001) remplace Philippe Smits
26. Annie Servais-Thysen
27. Jean-Marie Séverin (ministre-12.7.99-17.10.00 : remplacé par Patrick Bioul)
28. Didier van Eyll
29. Jean-Paul Wahl, chef de groupe
30. Alain Zenner (2003) remplace  Armand De Decker

### Centre démocrate humaniste(16)
1. André Antoine
2. André Bouchat
3. [1] Christian Brotcorne remplace Georges Sénéca(†) (20.11.02)
4. Philippe Charlier
5. Marc Elsen (2003) remplace Elmar Keutgen
6. Anne-Marie Corbisier-Hagon, chef de groupe
7. Julie de Groote
8. Michel de Lamotte remplace William Ancion (21.2.01)
9. Jacques Étienne
10. Denis Grimberghs
11. Guy Hollogne
12. Michel Lebrun
13. Albert Liénard
14. André Namotte remplace Ghislain Hiance (24.4.01)
15. Pierre Scharff
16. [1] René Thissen

### Ecolo(18)
1. Marie-Rose Cavalier-Bohon remplace Philippe Defeyt (26.1.00)
2. Marcel Cheron
3. Xavier Desgain
4. Christos Doulkeridis
5. Paul Galand
6. Michel Guilbert  [2]
7. Jean-Claude Hans remplace Jean-Michel Javaux (24.9.03)
8. Pierre Hardy
9. Philippe Henry
10. Daniel Josse
11. Fouad Lahssaini
12. Alain Pieters remplace Nicole Maréchal, devenu ministre
13. Daniel Smeets
14. Luc Tiberghien
15. Alain Trussart (17.9.02) remplace [2] Marc Hordies
16. Monique Vlaminck-Moreau
17. Bernard Wesphael
18. Bernadette Wynants

### Front national(1)
1. Alain Sadaune